# Taggmoln

Ett taggmoln med ord som är relaterade till begreppet Webb 2.0.

Ett taggmoln (eller etikettmoln) är en grafisk representation av hur ofta ett nyckelord förekommer på en webbplats. De populäraste nyckelorden är större, i en annan färg eller typsnitt än övriga.
Taggmoln är behjälpliga i att sammanfatta innehållet i en webbplats.